# Southern League (baseboll)
Southern League (SL) är en professionell basebolliga. Den är en farmarliga till Major League Baseball (MLB), på den näst högsta nivån (Double-A) inom Minor League Baseball (MiLB).
Ligan består av åtta klubbar, vilka ligger i sydöstra USA.
De mest framgångsrika klubbarna genom tiderna är Birmingham Barons och Jacksonville Jumbo Shrimp med vardera sex ligatitlar.

## Föregångare

### Southern League
Southern League spårar sin historia tillbaka till 1885, när en liga med samma namn grundades. Den ligans ursprungliga åtta klubbar kom från Atlanta, Augusta, Columbus och Macon i Georgia, Birmingham i Alabama samt Chattanooga, Memphis och Nashville i Tennessee. Under de följande åren hade ligan även klubbar i Charleston i South Carolina, Dallas i Texas, Evansville i Indiana, Little Rock i Arkansas, Mobile och Montgomery i Alabama, New Orleans och Shreveport i Louisiana, Pensacola i Florida samt Savannah i Georgia. Ingen av ligans klubbar deltog under alla säsonger och ligan gjorde uppehåll 1891, 1892 och 1897. Dålig ekonomi och bristande publikintresse gjorde att ligan bara hade fyra klubbar 1899 och när två av dessa lades ned mitt under säsongen ställdes resten av säsongen in. När inget intresse fanns att fortsätta nästa år lades ligan ned för gott. National Baseball Hall of Fame-medlemmarna Fred Clarke, Joe McGinnity och Kid Nichols spelade i ligan. Ligan klassades på nivå B och C.

### Southern Association

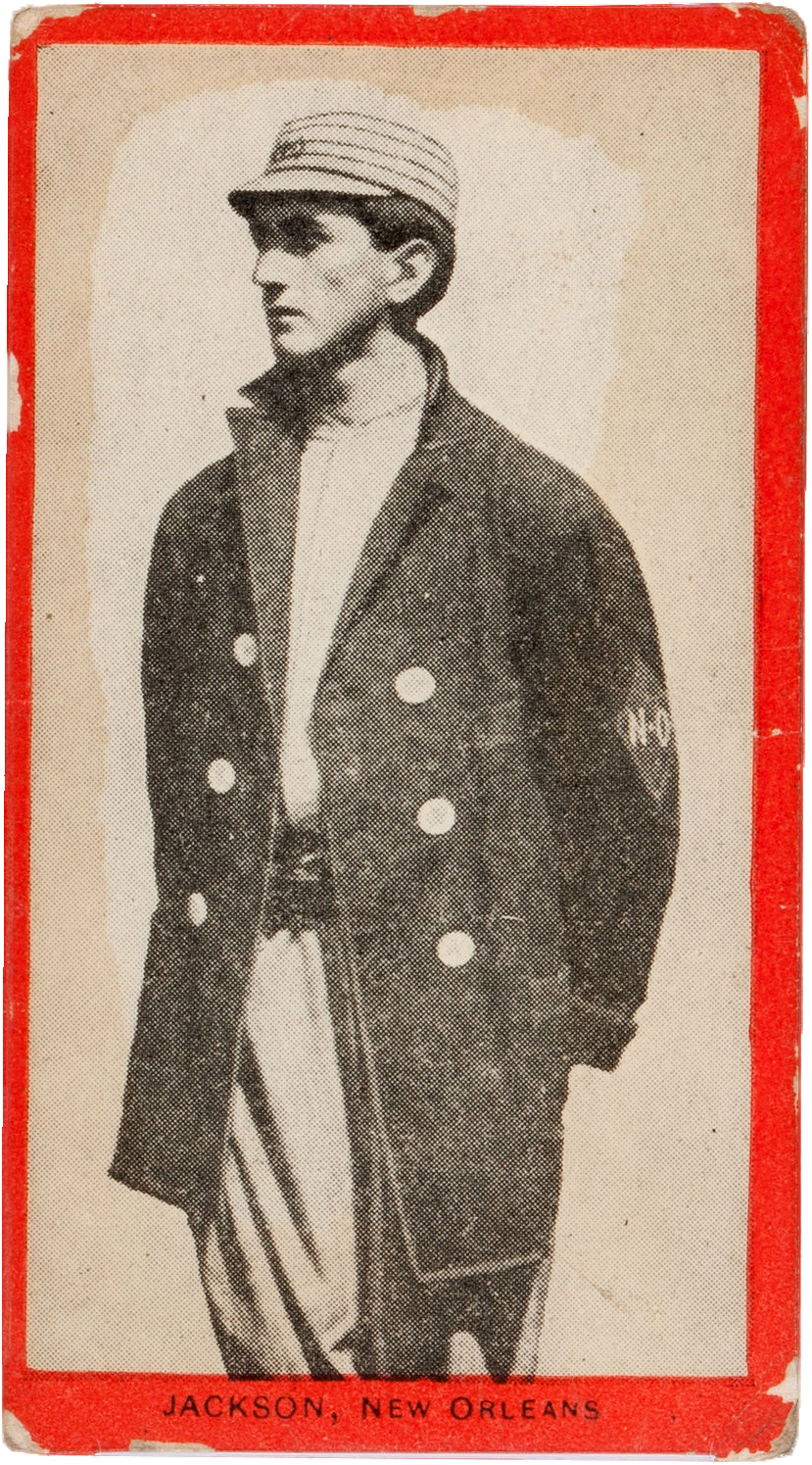
"Shoeless" Joe Jackson spelade i Southern Association 1910.

En ny liga kallad Southern Association drog igång 1901 för att fylla tomrummet efter Southern League. Även denna liga inledde med åtta klubbar och de var från Birmingham, Chattanooga, Little Rock, Memphis, Nashville, New Orleans, Selma i Alabama och Shreveport. Ligan var till en början mycket populär med matcher som startade sent på eftermiddagarna så att man kunde gå på match efter skolan eller jobbet. Eftersom arenorna saknade belysning var man tvungna att klara av matcherna snabbt före mörkrets inbrott och matchtiden var i snitt bara en och en halv timme. Southern Association behöll sitt grepp om publiken fram till slutet av 1950-talet, men därefter sjönk publiksiffrorna i samband med att matcher i MLB från hela USA gick att lyssna på i radio och se på i tv. Över huvud taget gjorde tv:ns intåg att folk inte i samma utsträckning gick ut för att titta på matcher i MiLB. Till och med framgångsrika klubbar som Memphis och New Orleans lades ned. Efter 1961 års säsong var klubbarnas ekonomi i så dåligt skick att det inte gick att fortsätta längre och Southern Association lades ned efter 61 raka säsonger. Några av storheterna som spelade i ligan var Luis Aparicio, Burleigh Grimes, Rogers Hornsby, "Shoeless" Joe Jackson, Harmon Killebrew, Eddie Mathews, Casey Stengel och Pie Traynor.
Ligan var ursprungligen klassad som en A-liga, men uppgraderades till A1 när den nivån infördes 1936 och till Double-A när klassificeringssystemet gjordes om 1946 så att den näst högsta nivån bytte namn från A1 till Double-A.

### South Atlantic League
Parallellt med Southern Association fanns en lägre liga som hette South Atlantic League, ofta kallad Sally League (inte att förväxla med den South Atlantic League som varit verksam under det namnet sedan 1980). Denna liga grundades 1904 och bestod då av sex klubbar, vilka var från Augusta, Charleston, Columbia i South Carolina, Jacksonville i Florida, Macon och Savannah. Varje klubb i ligan spelade minst 100 matcher första säsongen trots en spelartrupp på maximalt tolv spelare. Ligan inledde på nivå C, men flyttades upp till B 1921. Under den stora depressionen tvingades ligan göra ett fem år långt uppehåll, men återkom 1936. Även under andra världskriget gjorde ligan uppehåll, men när spelet kunde återupptas 1946 uppgraderades ligan till nivå A. 1953 spelade de första afroamerikanerna i ligan, däribland den framtida storstjärnan Hank Aaron, som utsågs till ligans mest värdefulla spelare (MVP) den säsongen.
När Southern Association lades ned efter 1961 års säsong fanns bara tolv klubbar på Double-A-nivån, vilket var för få med tanke på att det fanns 20 klubbar i MLB. Chefen för South Atlantic League ledde en kampanj för att den ligan skulle lyftas upp till Double-A-nivån för att ersätta Southern Association, och när han upptog två nya klubbar i Chattanooga och Nashville till de sex existerande fick han sin vilja igenom till 1963 års säsong. Förutom Aaron spelade bland andra Ty Cobb, Bob Gibson, Goose Goslin, "Shoeless" Joe Jackson, Harmon Killebrew, Phil Niekro, Frank Robinson, Enos Slaughter, Willie Stargell och Hoyt Wilhelm i South Atlantic League.

## Historia
Inför 1964 års säsong bytte South Atlantic League namn till Southern League, eftersom man sedan länge förknippade namnet South Atlantic League med de lägre nivåerna inom MiLB. Namnet South Atlantic League var därefter oanvänt fram till 1980, då en annan liga antog det namnet.
Den nya Southern League hade från början åtta klubbar, varav klubbarna i Asheville och Charlotte i North Carolina, Chattanooga, Knoxville i Tennessee, Lynchburg i Virginia och Macon var kvar från föregående säsong och nya klubbar etablerades i Birmingham och Columbus. Spelschemat omfattade 140 matcher och det infördes en all star-match. Eftersom flera olika ligor hade bidragit till Southern Leagues historia bestämdes det att tidigare resultat inte skulle räknas utan man började om från noll.

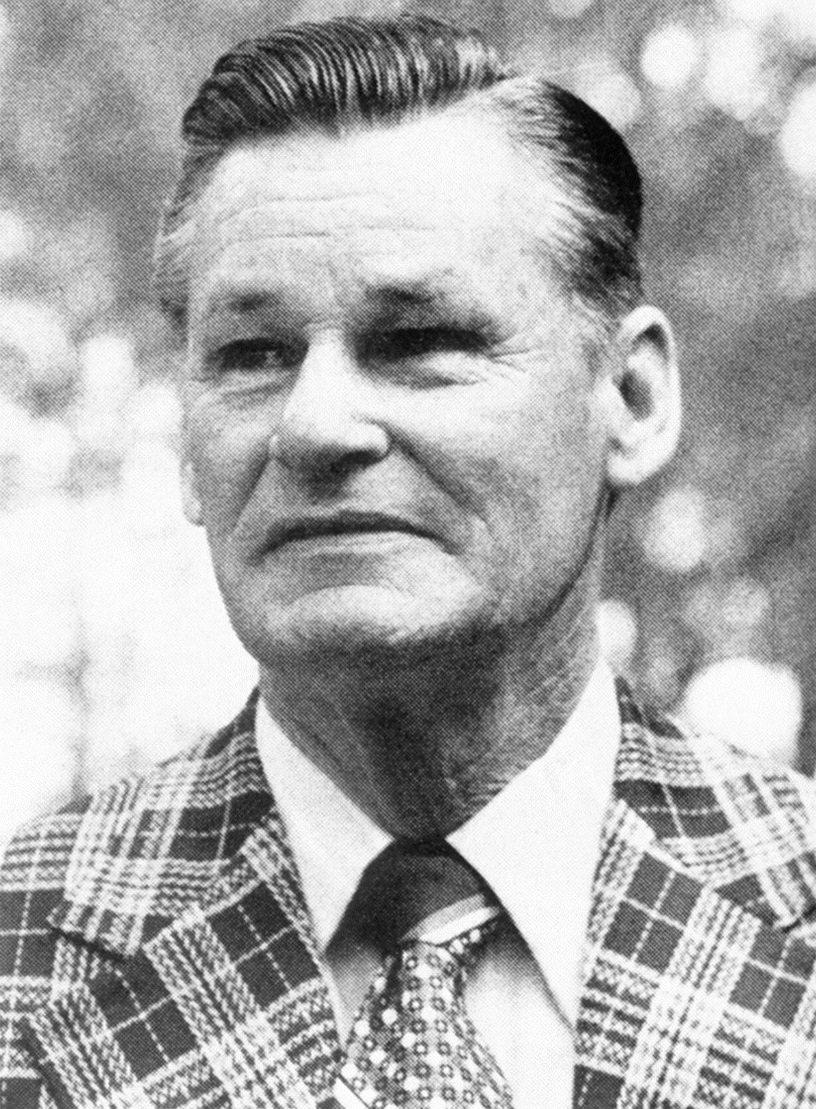
Billy Hitchcock var Southern Leagues chef 1971–1980.

Under 1960-talet spelade bland andra Bert Campaneris, Vida Blue, Rollie Fingers, Reggie Jackson, Fergie Jenkins och Tony La Russa i Southern League. 1971 hade ligan ett udda antal klubbar och inledde därför ett samarbete med Texas League, en annan liga på Double-A-nivån som också hade ett udda antal klubbar den säsongen. Ligornas klubbar delades in i tre divisioner under namnet Dixie Association. Samarbetet varade bara under en säsong. Samma år fick ligan en ny chef, den före detta MLB-spelaren och -tränaren Billy Hitchcock, och under hans ledning blomstrade ligan under 1970-talet efter flera förbättringar av arenorna och en ambition att göra ligan mer familjevänlig. Under denna tid kunde man få se Eddie Murray, Alan Trammell och Lou Whitaker spela i ligan. Publiksiffran översteg en miljon för första gången 1978 och steg ytterligare på 1980-talet efter bland annat flera nybyggda arenor och möjligheten att få se framtida stjärnor som Cal Ripken Jr, Tom Glavine, Randy Johnson, Don Mattingly, Mark McGwire, Bret Saberhagen, Chipper Jones och Terry Steinbach.
1991 spelades för första gången en all star-match gemensamt för ligorna på Double-A-nivån. Eftersom det fanns tre ligor på Double-A-nivån bestod det ena laget i all star-matchen av spelare från farmarklubbarna till klubbar i American League och det andra av spelare från farmarklubbarna till klubbar i National League. 1994 spelade basketlegendaren Michael Jordan i Southern League i sitt försök att nå spel i MLB och ligan erhöll med anledning av detta internationell uppmärksamhet samtidigt som flera publikrekord slogs.
2002 spelades den sista gemensamma all star-matchen på Double-A-nivån och därefter återgick Southern League till att ha en egen all star-match. Tio år senare fick ligan en kvinnlig chef och det var första gången i MiLB:s historia som en kvinna blev chef för en liga. Under 2000- och 2010-talen spelade bland andra Ronald Acuña Jr, Kris Bryant, Javier Báez, Christian Yelich, Freddie Freeman, Corey Seager, Paul Goldschmidt, Clayton Kershaw, Blake Snell och Joey Votto i ligan.
Hela 2020 års säsong av MiLB, inklusive Southern League, ställdes in på grund av covid-19-pandemin. I februari 2021 genomförde MLB en stor omorganisation av MiLB som bland annat innebar att de gamla liganamnen ersattes av nya. För Southern Leagues del innebar omorganisationen att ligan fick namnet Double-A South och minskades från tio klubbar till åtta. Av de två som inte fick vara kvar flyttades en upp en nivå till International League (med det tillfälliga namnet Triple-A East) och en fick inte plats i någon liga utan lades ned. Efter att ha haft namnet Double-A South 2021 återfick ligan namnet Southern League 2022 efter det att MLB förvärvat rättigheterna till de gamla liganamnen.

## Klubbar
Southern League består av åtta klubbar, som är indelade i två divisioner:
| Klubb                    | Stad                        | Moderklubb         |
| North Division           | North Division              | North Division     |
| ------------------------ | --------------------------- | ------------------ |
| Birmingham Barons        | Birmingham, AL              | Chicago White Sox  |
| Chattanooga Lookouts     | Chattanooga, TN             | Cincinnati Reds    |
| Rocket City Trash Pandas | Huntsville (Madison), AL    | Los Angeles Angels |
| Tennessee Smokies        | Knoxville (Sevierville), TN | Chicago Cubs       |
| South Division           |                             |                    |
| Biloxi Shuckers          | Biloxi, MS                  | Milwaukee Brewers  |
| Mississippi Braves       | Jackson (Pearl), MS         | Atlanta Braves     |
| Montgomery Biscuits      | Montgomery, AL              | Tampa Bay Rays     |
| Pensacola Blue Wahoos    | Pensacola, FL               | Miami Marlins      |

## Spelformat
Grundserien består av 138 matcher och varar från början av april till mitten av september. Matchserierna består oftast av sex matcher som spelas tisdagar till söndagar med speluppehåll på måndagar. Klubbarna spelar oftare mot klubbarna i samma division än mot klubbarna i den andra divisionen.
Grundserien är indelad i två halvor och till slutspel går vinnarna av de båda divisionerna i båda halvorna, alltså totalt fyra klubbar. Om samma klubb vinner båda halvorna går från den divisionen den klubb till slutspel som var näst bäst sett över hela säsongen. I semifinalerna möts de två klubbarna från samma division i ett bäst-av-tre-format och även finalen spelas i detta format.

## Hall of fame

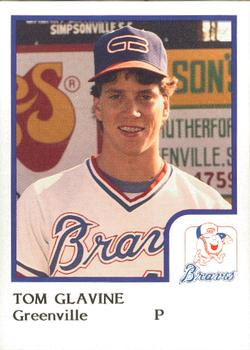
Tom Glavine valdes in i Southern Leagues hall of fame 2017.

Southern League har en egen hall of fame, vars första medlemmar valdes in 2014.
Till och med 2020 har totalt 45 personer valts in i ligans hall of fame. Av dessa har 16 till och med 2022 även valts in i National Baseball Hall of Fame:
- Sparky Anderson
- Rollie Fingers
- Tom Glavine
- Roy Halladay
- Trevor Hoffman
- Reggie Jackson
- Randy Johnson
- Chipper Jones
- Harmon Killebrew
- Tony La Russa
- Edgar Martínez
- Willie Mays
- Ryne Sandberg
- Frank Thomas
- Alan Trammell
- Larry Walker